# Ондрейка, Роналд
Роналд Ондрейка (англ. Ronald Ondrejka; 12 октября 1932, Нью-Йорк — 7 апреля 2016, Карпинтерия, штат Калифорния) — американский дирижёр.
Сын скрипача и пианистки. Окончил Истменовскую школу музыки (1954) как альтист, играл в Рочестерском филармоническом оркестре. Затем поступил на армейскую службу в оркестр 7-й армии США, расквартированной в Европе, сперва как альтист, затем сменил Кеннета Шермерхорна как дирижёр. В 1957—1960 гг. помощник дирижёра в нью-йоркском мюзик-холле Радио-сити. В 1960—1961 гг. возглавлял Монтерейский симфонический оркестр. В 1961—1963 гг. второй дирижёр Филармонического оркестра Буффало, в 1963—1965 гг. — Симфонического оркестра Цинциннати, в 1965—1967 гг. — Питтсбургского симфонического оркестра. В 1967—1978 гг. возглавлял Симфонический оркестр Санта-Барбары, одновременно преподавал в Калифорнийском университете в Санта-Барбаре. В 1978—1993 гг. главный дирижёр Форт-Уэйнского филармонического оркестра. На протяжении многих лет вместе с Рихардом Лертом проводил мастер-классы для дирижёров под патронатом Американской лиги симофнических оркестров.